# توماس رودريغيز
توماس رودريغيز (بالإسبانية: Thomas Rodríguez)‏ (5 أبريل 1996 بسانتياغو في تشيلي - ) هو لاعب كرة قدم تشيلي في مركز الوسط. لعب مع نادي فيتوريا سيتوبال.

## وصلات خارجية
- توماس رودريغيز على موقع قاعدة بيانات كرة القدم.إي يو (الإنجليزية)
- توماس رودريغيز على موقع Soccerway.com (الإنجليزية)